# Vannozza dei Cattanei
Giovanna dei Cattanei (13. července 1442 – 24. listopadu 1518), známá jako Vannozza dei Cattanei, byla milenka kardinála Rodriga Borgii, pozdějšího papeže Alexandra VI. Mezi mnoha kardinálovými milenkami byla tou, s níž udržoval vztah nejdéle. Narodila se nejspíše v Mantově, odešla do Říma a řídila tam postupně několik různých hostinců. S Borgiou se poznali někdy mezi roky 1466 a 1472 a kardinál uznal za vlastní čtyři z jejích dětí. Byli to Cesare Borgia (1475–1507), Giovanni Borgia (1476–1497), Lucrezia Borgia (1480–1519) a Gioffre Borgia (1482?–1518). Kardinál také nejspíš Vannozze dvakrát sjednal sňatek, poprvé s církevním důstojníkem Domenicem d'Arignano a po jeho smrti s Giorgiem di Croce, jemuž zajistil místo papežského tajemníka. Kardinálova vášeň k Vannozze ochladla ještě před jeho nástupem na papežský trůn, ale i poté horlivě pečoval o děti, které s ní zplodil.

## Pontifikát Alexandra VI.
Po smrti papeže Inocence VIII. dne 25. července 1492 se kardinálové sešli v konkláve v Sixtinské kapli dne 6. srpna, aby zvolili jeho nástupce. Teprve za úsvitu 11. srpna, po pátém hlasování, kardinálové zvolili papežem kardinála Rodriga Borgiu. Přijal jméno Alexandr VI. V první řadě, na schodech baziliky svatého Petra, byla svědkem radostného přijetí nového papeže městem i Vannozza, spolu s Lucrezií a Rodrigovou sestřenicí Adrianou Milou.
V době svého zvolení papežem už Alexandr nějakou dobu upíral svou pozornost k velmi mladé Giulii Farnese, snaše své sestřenice Adriany, známé po celém Římě i za jeho hranicemi jako „La Bella Giulia“ – Krásná Giulia – díky své výjimečné fyzické kráse. Dívka, manželka Orsina Orsiniho, nakonec definitivně nahradila Vannozzu v roli Alexandrovy oficiální milenky, a natolik se tím proslavila, že ji lidé po papežově zvolení začali s nemalou ironií přezdívat Concubina Papae (papežova konkubína) či dokonce Sponsa Christi (nevěsta Kristova).
Brzy nato byla Vannozza odtržena od svých dětí, které byly povolány na cestu, již jim jejich otec předurčil. Vannozze nebylo dovoleno ani zúčastnit se svatby své dcery Lucrezie s Giovannim Sforzou, pánem z Pesara – a to byl teprve začátek jejího vyloučení z životů vlastních dětí. V průběhu jedenácti let Alexandrova pontifikátu byla Vannozza v podstatě držena stranou od dění ve vlastní rodině.

## V populární kultuře
Ve filmu byla Vannozza dei Cattanei ztvárněna:
- Norou Tschirner v kanadsko-německém filmu The Conclave z roku 2006,
- Ángelou Molinou ve španělsko-italském filmu Krev Borgiů z téhož roku.

V televizi ji ztvárnily:
- Barbara Shelley v britské minisérii Borgiové z roku 1981,
- Joanne Whalley v kanadském televizním seriálu Borgiové (2011–2013),
- Assumpta Serna ve francouzsko-německé minisérii Borgia (2011–2014).

Objevuje se také v japonské manze Cesare od Fujumi Sorjo.